# ドイツトリオ
ドイツトリオとは、セリエA・インテルナツィオナーレ・ミラノに同時期に所属していたローター・マテウス、アンドレアス・ブレーメ、ユルゲン・クリンスマンのドイツ代表3人のことである。

## 詳細
まず1988-89シーズンにインテルがMFローター・マテウスとDFアンドレアス・ブレーメを獲得。そのシーズンではセリエA優勝を果たした。
その翌シーズンとなる1989-90シーズン、VfBシュトゥットガルトからFWユルゲン・クリンスマンを獲得し、ドイツトリオが結成された。1990年には、マテウスがバロンドールを受賞し、ブレーメも3位に選ばれた。1990-91シーズンには、UEFAカップ（現UEFAヨーロッパリーグ）で優勝しクラブにタイトルをもたらした。マテウスは1991年もバロンドールで2位に選ばれた。
その後、1991-1992シーズンまでこの3人がインテル・ミラノを支えたが、最後のシーズンはマテウスの不調が際立ち、1990-91シーズンには公式戦23ゴールを記録したが、このシーズンはわずか5ゴールに終わり、内4ゴールがPKであった。このシーズン、17試合に引き分け8位に終わったインテルから、3人は退団することとなった。
最後の1991-92シーズンに同じセリエAでは、ASローマはルディ・フェラー、トーマス・へスラー。ユヴェントスFCはシュテファン・ロイター、ユルゲン・コーラー。SSラツィオはカール＝ハインツ・リードレ、トーマス・ドルといったドイツ代表の選手が多く所属していた。
同じミラノのライバルであるACミランでは、同じ時期である1987-88から1992-93シーズンまでオランダトリオと呼ばれた、ルート・フリット、マルコ・ファン・バステン、フランク・ライカールトが大活躍していた。
なお、マテウスとクリンスマンの関係は、1995年にマテウスがケガで代表を離脱していた間に、マテウスがクリンスマンが代表でキャプテンを務めることになったことに立腹して、代表招集を拒否、さらにはメディアに向けて「監督とあの野郎が結託して俺を追い出した」とまくしたて、「犬猿の仲」と呼ばれるほど冷め切ってしまった。